# Lola (1981)
Lola is een West-Duitse dramafilm uit 1981 onder regie van Rainer Werner Fassbinder.

## Verhaal
Schuckert is een corrupte bouwondernemer. Als de onkreukbare ambtenaar Von Bohm zijn pad kruist, dreigt hij de plannen van Schuckert te dwarsbomen. Von Bohm wordt verliefd op de mooie Lola. Hij ontdekt spoedig dat ze een variétézangeres is in het plaatselijke bordeel, waar de meeste klanten van Schuckert op bezoek komen en dat zij als een pion fungeert tussen Schuckert en de plaatselijke burgerij. Hij verzamelt daarom bewijs tegen Schuckert om zijn corruptie aan het licht te brengen, maar niemand schijnt erin te zijn geïnteresseerd. Von Bohm raakt geleidelijk zelf verwikkeld in het systeem door met Lola te trouwen. Op hun trouwdag schenkt Schuckert het bordeel aan Von Bohm en Lola. Wanneer Von Bohm een wandeling maakt, gaan Schuckert en Lola samen naar bed.

## Rolverdeling
| Acteur              | Personage |
| ------------------- | --------- |
| Barbara Sukowa      | Lola      |
| Armin Mueller-Stahl | Von Bohm  |
| Mario Adorf         | Schuckert |
| Matthias Fuchs      | Esslin    |